# Rocquefort
Rocquefort és un municipi francès situat al departament del Sena Marítim i a la regió de Normandia. L'any 2007 tenia 316 habitants.

## Demografia

### Població
El 2007 la població de fet de Rocquefort era de 316 persones. Hi havia 103 famílies de les quals 12 eren unipersonals (8 homes vivint sols i 4 dones vivint soles), 24 parelles sense fills, 55 parelles amb fills i 12 famílies monoparentals amb fills.
La població ha evolucionat segons el següent gràfic:
Habitants censats

### Habitatges
El 2007 hi havia 122 habitatges, 109 eren l'habitatge principal de la família, 12 eren segones residències i 1 estava desocupat. Tots els 122 habitatges eren cases. Dels 109 habitatges principals, 86 estaven ocupats pels seus propietaris i 24 estaven llogats i ocupats pels llogaters; 7 tenien tres cambres, 23 en tenien quatre i 80 en tenien cinc o més. 95 habitatges disposaven pel capbaix d'una plaça de pàrquing. A 42 habitatges hi havia un automòbil i a 56 n'hi havia dos o més.

### Piràmide de població
La piràmide de població per edats i sexe el 2009 era:
| Homes | Edats   | Dones |
| ----- | ------- | ----- |
| 0     | 95 o +  | 0     |
| 0     | 90 a 94 | 0     |
| 0     | 85 a 89 | 0     |
| 4     | 80 a 84 | 0     |
| 4     | 75 a 79 | 16    |
| 0     | 70 a 74 | 0     |
| 0     | 65 a 69 | 4     |
| 8     | 60 a 64 | 4     |
| 12    | 55 a 59 | 4     |
| 8     | 50 a 54 | 8     |
| 8     | 45 a 49 | 28    |
| 16    | 40 a 44 | 8     |
| 8     | 35 a 39 | 8     |
| 8     | 30 a 34 | 8     |
| 4     | 25 a 29 | 4     |
| 4     | 20 a 24 | 0     |
| 4     | 15 a 19 | 16    |
| 4     | 10 a 14 | 16    |
| 12    | 5 a 9   | 12    |
| 4     | 0 a 4   | 16    |

## Economia
El 2007 la població en edat de treballar era de 205 persones, 160 eren actives i 45 eren inactives. De les 160 persones actives 146 estaven ocupades (77 homes i 69 dones) i 14 estaven aturades (4 homes i 10 dones). De les 45 persones inactives 10 estaven jubilades, 17 estaven estudiant i 18 estaven classificades com a «altres inactius».

### Ingressos
El 2009 a Rocquefort hi havia 108 unitats fiscals que integraven 322,5 persones, la mediana anual d'ingressos fiscals per persona era de 19.344 €.

### Activitats econòmiques
Dels 12 establiments que hi havia el 2007, 1 era d'una empresa de fabricació d'altres productes industrials, 3 d'empreses de construcció, 1 d'una empresa de comerç i reparació d'automòbils, 1 d'una empresa de transport, 1 d'una empresa d'informació i comunicació, 1 d'una empresa financera, 2 d'empreses de serveis i 2 d'empreses classificades com a «altres activitats de serveis».
Dels 3 establiments de servei als particulars que hi havia el 2009, 1 era un paleta, 1 lampisteria i 1 veterinari.
L'any 2000 a Rocquefort hi havia 8 explotacions agrícoles.

## Poblacions més properes
El següent diagrama mostra les poblacions més properes.